# Thérapie interpersonnelle
La thérapie interpersonnelle (TIP) est une psychothérapie, basée sur la théorie de l'attachement, initialement développée pour le traitement de la dépression. La TIP est un traitement limité dans le temps qui encourage le patient à rétablir son humeur par l'amélioration de son fonctionnement interpersonnel en environ 12 à 16 semaines. Elle est fondée sur des principes communs en psychothérapie incluant l'établissement d’une alliance thérapeutique dans laquelle le thérapeute engage son patient de manière empathique, l'aide à se sentir compris, et facilite l'expression de ses émotions. Elle choisit de s'intéresser au lien interpersonnel et à la façon dont on peut aider le patient à améliorer son entourage social dans le but de guérir la dépression.
Cette thérapie propose un rationnel clair, un rituel thérapeutique, et son efficacité a été démontrée scientifiquement dans plusieurs indications (dépression et prévention de la rechute, troubles bipolaires, états-limites, troubles du comportement alimentaire (Comparative efficacy of seven psychotherapeutic interventions for patients with depression: a network meta-analysis. Barth. 2013). La thérapie interpersonnelle de la dépression est développée dans le projet de New Haven-Boston Collaborative Depression Recherche par Gerald Klerman, Myrna Weissman, et leurs collègues pour le traitement de la dépression ambulatoire non psychotique non bipolaire.
Cette psychothérapie est basée sur la théorie de l'attachement et toutes les formes de TIP existant en tirent leurs fondements. Le corpus théorique des TIP diffère donc profondément de celui des TCC par exemple.

## Histoire
La thérapie interpersonnelle commença en 1969 à l’université Yale où le Dr Gerald Klerman s’est associé au Dr Eugene Paykel de Londres, pour mener une étude pour tester l’efficacité relative des antidépresseurs seuls et avec ou sans psychothérapie comme traitement de maintenance d’une dépression ambulatoire non bipolaire. Découverte alors que les auteurs ne s'attendaient pas à une quelconque utilité de la psychothérapie, elle a la particularité d'avoir montré son efficacité avant même que les bases théoriques sous-jacentes ne soient identifiées. Le modèle expérimental dont elle est issue fait que la TIP s'est constituée autour d'une structure unique en se déclinant en un nombre de séances prédéfinies : en 12 ou 16 séances, par exemple. Cette particularité est la fois un gage d'efficacité pour le patient et un moyen d'éviter le risque de dépendance au thérapeute qui existe avec d'autres psychothérapies.

## Modèles et théories
La TIP est basée sur la théorie de l'attachement et cherche à reconstituer des liens d'attachement sécures entre le patient et son entourage.
Elle utilise aussi les apports des théories de la communication et des travaux de Kiesler.
Enfin, elle s'appuie sur la notion des besoins fondamentaux de l'individu.
D'autres influences théoriques ont présidé au développement de la thérapie high contact qui deviendra par la suite la thérapie interpersonnelle. Il s'agit des travaux d'Adolf Meyer et d'Harry Stack Sullivan. Pour Sullivan , l'étude du comportement interpersonnel était fondamentale dans la prise en charge psychothérapique. Quant à Meyer, il est à l'origine de l'approche bio-psycho-sociale qui est un modèle de la TIP.

## Efficacité
Depuis les trente dernières années, la TIP est évaluée par de nombreux protocoles de recherche. Son intérêt est démontré dans le traitement des patients présentant un diagnostic de dépression. Elle est adaptée pour soigner des troubles psychiatriques (abus de substance, dysthymie et boulimie), chez plusieurs populations de patients (adolescent, personnes en fin de vie, traitements de premier recours). Elle est initialement utilisée comme une thérapie à court terme (environ 16 semaines), mais a aussi été modifiée pour le traitement de maintenance pour les patients avec une dépression récurrente.
Depuis le début, la TIP est testée dans de nombreux protocoles cliniques. Elle a prouvé son efficacité dans le traitement d’épisodes aigus de dépression et dans la prévention des rechutes. Une large étude collaborative multicentrique est conduite par le National Institute of Mental Health (NIMH) comparant la thérapie interpersonnelle, les TCC, l’imipramine et le placebo. Les résultats de cette étude ont été publiés en 1989. Ils démontrent que la TIP était assez efficace dans le traitement des symptômes aigus de la dépression les premières 6 à 8 semaines, avec amélioration des fonctions psychosociales perdurant après 16 semaines. Actuellement, la TIP est recommandée en traitement de première intention par l'OMS, ainsi que par de nombreuses institutions (NHS, NICE...).
En France, elle est citée dans les recommandations éditées par la Haute Autorité de Santé dans le traitement de la dépression tout en déplorant que cette psychothérapie est peu disponible en France.

## Indications
La TIP a prouvé son efficacité dans les troubles psychiques suivants : trouble bipolaire, boulimie et binge-eating, (pour lesquels la HAS  la recommande), anorexie mentale, dépression du post-partum, thérapie familiale, thérapie de couple, épisode dépressif majeur, cyclothymie, et de nombreux autres troubles,. Elle paraît très prometteuse dans le trouble de personnalité borderline. Une grande méta-analyse de 2019 résume les indications reconnues.
Les indications dans les addictions, l'autisme, le PTSD sont actuellement à l'étude.
Depuis 2017, les méta-analyses ont montré son efficacité dans la maintenance post-dépression, indication qui n'était paradoxalement pas encore complètement démontrée avec un niveau de preuve suffisamment robuste, alors qu'il s'agit de la première indication historique dans laquelle l'étude fondatrice avait montré une efficacité de la TIP.
Elle est aussi recommandée en première intention chez l'adolescent dans la dépression.

## Principes
Les TIP proposent d'identifier 4 problématiques interpersonnelles qui déboucheront sur un travail spécifique:
- Le déficit interpersonnel ou isolement, qui concerne les personnes qui déplorent un manque de relations sociales. Il peut être quantitatif (faible nombre de relations), ou qualitatif (relations normales en nombre mais de faible qualité).
- Le deuil : il recouvre les situations où quelqu’un de l’entourage est décédé.
- Le conflit.
- La transition de rôle : contexte le plus difficile à cerner, qui s’intéresse au vécu difficile consécutif à un changement de statut. (chômage, divorce, naissance, etc.)

Les TIP identifient un de ces 4 axes et permettent dans un deuxième temps de les travailler en fonction de leur particularités.
Le travail TIP se décompose en 3 phases:
- Phase initiale, phase d'introduction comprenant l'inventaire interpersonnel  intègre un « l'état des lieux » interpersonnel du patient avec un cercle de proximité interpersonnel et une évaluation du bien-fondé de cette thérapie. Le diagnostic de dépression est posé et l'axe de travail TIP (diagnostic TIP) est identifié. Elle intègre également une approche psycho-éducative. Dans cette phase le contrat thérapeutique est posé (sick-role).
- Phase intermédiaire, où le travail spécifique est entamé. Elle peut prendre quatre voies différentes en fonction du diagnostic TIP posé en phase initiale.
- Phase de terminaison, où la fin de la thérapie est préparée. Cette fin permet d'éviter toute dépendance du patient envers le thérapeute. Elle reprend l'ensemble du travail psychique et interpersonnel accompli.

La TIP est pragmatique, centrée sur la guérison de la dépression. Il s'agit d'un modèle médical dont le but est de soigner. Les TIP ne cherchent pas à modifier la structure psychique du patient.
Les stratégies thérapeutiques impliquent analyse de la communication, jeux de rôles, assignations de tâches, etc.
Le thérapeute n'est pas neutre, mais optimiste, bienveillant et aide le patient à avancer.

## Types

### Pour les adolescents
Bien que développée à l’origine en traitement individuel pour les adultes, la TIP est modifiée pour une utilisation avec les adolescents et les seniors. La TIP pour les enfants est basée sur le présupposé que la dépression affecte les relations personnelles des individus, et que ces relations affectent réciproquement leur humeur. Le modèle de thérapie interpersonnelle identifie quatre aires dans lesquelles un individu peut avoir des difficultés relationnelles comme après la perte d’un être aimé, ou un conflit dans des relations significatives, des difficultés d’adaptation de changement dans les relations à des changements de vie, et une difficulté à faire face à un isolement social. Le thérapeute interpersonnel aide à identifier des aires de besoin de construction de compétences pour améliorer les relations de ses patients et diminuer les symptômes dépressifs. Au cours du temps, le patient apprend à relier des aires dans le besoin  de construction de compétences pour améliorer les relations interpersonnelles et diminuer les symptômes dépressifs. Au cours du temps, le patient apprend à relier les changements d’humeur à des évènements qui apparaissent dans ses relations, à communiquer des sentiments et des attentes dans ses relations et résoudre des problèmes  à des relations difficiles.
La TIP est adaptée pour le traitement des dépressions chez les adolescents sur des problèmes de développement plus fréquents chez les adolescents comme la séparation des parents, de développement de relations romantiques et l’expérience initiale de mort ou d’un ami proche. La TIP des adolescents aide ce dernier à identifier et à développer plus de méthodes adaptées pour faire face à des problèmes interpersonnels associés à l’apparition ou le maintien de la dépression. La TIP-Adolescents (TIP-A) dure typiquement entre 12 et 16 semaines. Bien que le traitement implique des sessions initiales individuelles avec les adolescents, on demande aux parents de participer à quelques séances pour des leçons sur la dépression.

### Pour les groupes d'adolescents
La TIP est recommandée par l'OMS dans la prise en charge de groupe des adolescents, dans l'indication de dépression.

### Pour les personnes âgées
La TIP est utilisée comme une psychothérapie chez les patients âgés. Elle apparaît pertinente pour aider la personne âgée à s’adapter aux changements de vie auxquels font face de nombreuses personnes dans leurs derniers jours. Elle est recommandée sur ce terrain en première intention selon l'American Psychiatric Association. Très peu de modifications par rapport au schéma classique s'avèrent nécessaires pour utiliser la TIP chez les sujets âgés. Il est intéressant de noter que des études ont montré que la principale limite à l'utilisation des TIP chez le sujet âgé ne vient pas des patients, mais des cognitions des thérapeutes, qui pensent à tort que les psychothérapies ne sont pas utilisables auprès de cette population.

### Avantages et limites
La TIP est particulièrement accessible aux patients qui trouvent que les approches psychodynamiques leur conviennent peu et que les tâches comportementales demandées par les thérapies cognitivo-comportementales (TCC) sont trop lourdes. Toutefois, la TIP nécessite aussi l'utilisation de tâches à domicile (assignation de tâche) nécessitant une bonne proactivité du patient La TIP est spécialement adaptée aux adolescents dont l'environnement relationnel est sujet à de nombreuses perturbations — la TIP s’adresse justement aux relations — un problème majeur. Faibrurne rapporte qu’à la fois les patients et les thérapeutes, dans études dans la prise en charge de patientes boulimiques, exprimèrent une préférence d'utilisation des TIP versus TCC. Ceci devrait avoir des implications sur l’observance par le patient et le choix de la technique par le thérapeute. Des études, comme celle conduite par Paley et al. en 2008, trouvent peu de différence. Cependant, les TIP ne cherchent pas à effectuer un travail cognitif, intrapsychique, ce qui limite de fait leur champ d'action. Par contre les TIP se combinent très bien avec des thérapies intrapsychiques souvent difficiles à pratiquer à l'acmé de la dépression.
La thérapie interpersonnelle apparait être une thérapie de choix dans les prises en charge d'états dépressifs stabilisés. N'étant pas une thérapie intrapsychique, la TIP permet de travailler avec le patient sans chercher à remettre en question ses croyances. Le travail cognitif de remise en question nécessite des capacités cognitives que le patient déprimé n'a pas forcement. La TIP se dégage de ce travail de fond intrapsychique, elle peut donc débuter plus précocement que d'autres formes de thérapies (psychanalyse, TCC). La TIP apparait donc être une thérapie brève, centrée sur les relations interpersonnelles, dans un but d'améliorer et de stabiliser le patient rapidement en travaillant sur son lien avec son environnement. Elle pourra laisser place dans un second temps à une thérapie intrapsychique.